# King Fleming
Pour les articles homonymes, voir Fleming.
Walter "King" Fleming, né le 4 mai 1922 à Chicago et mort le 1er avril 2014 (à 91 ans) à Manteno dans l'Illinois est un pianiste de jazz et un leader de big band américain.

## Biographie
Né à Chicago, sa carrière musicale commence dans les années 1940. Connu sous le nom de scène de King Fleming, il dirige son propre orchestre de jazz, baptisé King Fleming and His Swing Band en 1942. L'année suivante, il sert dans l'armée américaine.
Son service terminé, il enregistre ses performances musicales pour les labels Blue Lake Records et Chess Records dans les années 1950, puis pour sa filiale Argo Records et Cadet labels dans les années 1960, pour qui il enregistre trois albums de piano.
Dans les années 1950, il est membre du Dallas Bartley Quartet, avec le saxophoniste ténor Johnny Thompson et Oliver Coleman à la batterie. L'été de la même année, il enregistre une session de piano pour le groupe vocal, The Dozier Boys, pour le label Chess Records.
Il meurt dans une maison de retraite de Manteno dans l'Illinois le 1er avril 2014, âgé de 91 ans.

## Discographie
- 1961: Misty Night - King Fleming Trio
- 1962: Stand By
- 1965: Weary Traveler
- 1996: King! The King Fleming Songbook
- 2000: The King and I